# Richhill (County Armagh)
Richhill is een plaats in het Noord-Ierse County Armagh.

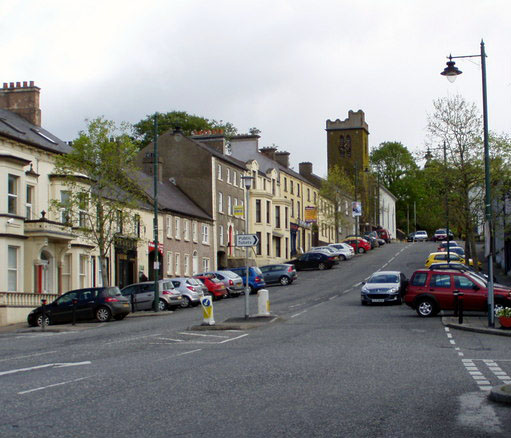
Hoofdstraat van Richhill

Richhill telt 2808 inwoners.